# 마리나 오를로바
마리나 블라디미르로바 오를로바(러시아어: Марина Владимировна Орлова, 러시아어: Marina Vladimirovna Orlova, 1980년 12월 10일~)는 미국에서 활동중인 러시아의 언어학자이며, '섹시한 지성'이라는 구호 아래 현재 유튜브 HotForWords 채널을 통하여 영어 단어의 어원과 의미를 소개하는 동영상 강의를 진행하였으며 현재는 러시아어 강의를 진행하고 있다.

## 생애
1980년 러시아에서 출생하였으며, 2002년 노브고로드에서 대학을 졸업한 뒤 모스크바의 고등학교에서 2년간 영어를 가르쳤다가, 이후 미국 샌프란시스코로 이주하였다가, 현재는 로스앤젤레스를 거쳐 현재 뉴욕에서 활동중이다.

## HotForWords
2007년 2월부터 영어단어의 어원과 의미등을 소개하는 유튜브 동영상을 주당 5회 내지 7회가량 직접 제작, 공개하여 많은 인기를 끌고 있다. 현재 이 자료들은 HotForWords 채널로 정리되어 거의 매일 새로운 강의자료를 제공하고 있다.
2009년 6월 기준으로 20만여명의 구독자와 131만여명 이상의 채널방문자를 기록하고 있다.
HotForWords 채널은 유튜브 사상 첫 고선명 비디오가 제공되었다.
2011년 이후에는 러시아어 강의로 강의 주제를 변경하여 시즌 2에 들어갔다.

## 저서
- 《Hot for Words: Answers to All Your Burning Questions About Words and Their Meanings》(ISBN 0-06-177631-9)[2]